# Йобібіт
Йобібіт (йота бінарний біт) — кратне число біт, одиниця вимірювання цифрової інформації. Коротке позначення — Yibit.
Двійковий префікс йобі означає множення на 280, тому:
1 йобібіт = 280 біт = 1 208 925 819 614 629 174 706 176 біт = 1 024 зебібіт
Префікси зебі- і йобі- спочатку не були частиною бінарних префіксів, але пізніше були додані Міжнародною електротехнічною комісією в серпні 2005 року.